# Терентьевка (Костанайская область)
Терентьевка (каз. Терентьев) — село в Карабалыкском районе Костанайской области Казахстана. Входит в состав Михайловского сельского округа. Находится примерно в 16 км к западу от районного центра, посёлка Карабалык. Код КАТО — 395047400.

## Население
В 1999 году население села составляло 395 человек (185 мужчин и 210 женщин). По данным переписи 2009 года, в селе проживало 235 человек (121 мужчина и 114 женщин).